# The Cathedral Quartet
The Cathedral Quartet, também conhecido como The Cathedrals, foi um grupo vocal (inicialmente um trio, posteriormente um quarteto) cristão do gênero southern gospel que existiu entre 1963 e 1999, sendo considerado por muitos um dos melhores do gênero.

## História

### Década de 1960: primeiros anos
O grupo iniciou-se quando Glen Payne, Bobby Clark e Danny Koker (todos ex-membros do Weatherford Quartet) foram contratados pelo líder espiritual e evangelista Rex Humbard para formarem o grupo oficial da Cathedral of Tomorrow (Catedral do Amanhã) em Akron, estado de Ohio. Por estarem vinculados à catedral, o grupo foi chamado The Cathedral Trio, com Bobby como 1º tenor, Glen como 2º tenor (na nomenclatura norte-americana, lead singer) e Danny como barítono e pianista. O sucesso foi tamanho que, no ano seguinte, Humbard decidiu expandir o grupo para um quarteto, ao convidar George Younce, que cantava baixo com o Blue Ridge Quartet, para integrar o grupo. A partir de então o grupo passou a se chamar The Cathedral Quartet; George viria a se tornar co-proprietário e mestre de cerimônias do grupo.
As primeiras alterações no grupo vieram quando, em 1967, Bobby Clark deixou o grupo, sendo substituído pelo tenor Mack Taunton. Dois anos depois, em 1969, foi a vez de Danny Koker deixar o grupo, sendo substituído por George Amon Webster, tanto como barítono quanto como pianista. Naquele mesmo ano, George Younce e Glen Payne decidiram desligar-se da Cathedral of Tomorrow, por terem sua agenda muito restrita aos eventos organizados pela igreja, deixando-os com pouca visibilidade. O desligamento ocasionou a mudança da base operacional do grupo de Akron para Stow (Ohio), também no estado de Ohio.

### Década de 1970: altos e baixos e crise financeira
A década de 1970 foi marcada por muitas variações na formação do Cathedral Quartet. Em 1971, o pianista Lorne Matthews foi convidado a integrar o grupo, deixando George Amon Webster apenas com a posição de barítono. Porém, naquele mesmo ano, Mack Taunton e George Amon Webster deixaram o grupo, sendo substituídos por Roger Horne e Roy Tremble, respectivamente.
Apesar do sucesso alcançado graças à influência da Cathedral of Tomorrow, o grupo passou por sérias dificuldades financeiras. No início dos anos 70, o Cathedral Quartet assinou com a gravadora Canaan Records, firmando uma parceria com Marvin Norcross, que se comprometeu a manter o contrato do grupo, mesmo que as vendas não estivessem boas. O grupo ainda contou com o apoio de Les Beasley, 2º tenor do Florida Boys, que lhes cedeu parte do horário do programa de televisão Gospel Singing Jubilee, do qual era apresentador.
Em 1973, foi a vez de Roger Horne deixar o grupo. Glen Payne resolveu designar o então barítono Roy Tremble para a posição de 1º tenor, após ouvi-lo cantando em estúdio uma canção que Roger solava. Como barítono, para substituir Tremble, foi contratado Bill Dykes, além de George Amon Webster retornar á posição de pianista.
Em 1974, o cantor e produtor Bill Gaither convidou o grupo para se apresentar no evento Praise Gathering, que contava com uma audiência mais contemporânea, diferente dos públicos que o grupo estava acostumado a se apresentar. A performance agradou, tendo um significativo aumento na demanda por shows e concertos. Naquele mesmo ano, Bill Dykes deixou o grupo, com o retorno de George Amon Webster à posição de barítono e Haskell Cooley entrou como pianista(permanecendo até 1979, quando Lorne Matthews tomou seu lugar novamente).
Quando o grupo parecia estar se firmando, em 1979, novamente o grupo passou por dificuldades. Roy Tremble, George A. Webster e e Lorne Matthews anunciaram juntos a sua saída do grupo para formar o seu próprio, ao serem convencidos por um empresário de que estavam sendo "atrasados pelos velhos". Glen e George chegaram a cogitar o fim do grupo, mas incentivados por outros produtores, mantiveram o grupo, contratando Kirk Talley como tenor e Steve Lee como barítono e pianista.
Naquele mesmo ano, Kirk e Steve ouviram o jovem pianista Roger Bennett tocando para um grupo local que fazia abertura para um de seus concertos e chamaram Glen e George para ouvi-lo. Glen estava relutante, mas ao ouvi-lo, contratou-o como pianista. Com a entrada de Bennett, o grupo gravou três álbuns entre 1979 e 1980. Poucos meses depois, após o lançamento do álbum Interwoven, Steve Lee resolveu deixar o grupo, alegando que a vida na estrada não era o que ele desejava. Para seu lugar foi contratado Mark Trammell, que até então cantava com o Kingsmen Quartet. Mark também tocava contrabaixo em algumas canções.

### Década de 1980: ascensão e sucesso
A década de 80 é considerada por muitos a Era de Ouro do Cathedral Quartet, com um crescimento enorme da popularidade do grupo, em parte graças aos eventos organizados por Bill Gaither. O grupo ganhou, nesta década, seus primeiros prêmios (Quarteto Favorito de 1982 a 1984, 1986 e 1987 pela Singing News Fan Award) e emergiu como um dos maiores quartetos da época.
A formação Talley-Payne-Trammell-Younce-Bennett gravou nove álbuns, durando até o fim do ano de 1983, quando Kirk Talley deixou o grupo para formar o Talley Trio com seu irmão mais velho Roger Talley e sua cunhada Debra, esposa de Roger. O substituto foi Danny Funderburk, que até então cantava com o Singing Americans, formando uma das formações mais populares da história do grupo.
O pianista Roger Bennett deixou o grupo durante cerca de dois anos (de 1986 a 1988), e Gerald Wolfe assumiu o piano, se destacando também como cantor. Sua performance mais lembrada é a da canção Champion of Love, do álbum Symphony of Praise (1987). Em 1988, George Younce sofreu um infarto, mas depois de um tempo de recuperação pode voltar a cantar normalmente.Durante o curto período de recesso de George do grupo, Gerald o encobriu como baixo nas apresentações.
No final de 1988, Gerald deixou o grupo, a fim de se dedicar à carreira solo. Para seu lugar, Roger Bennett reassumiu e permaneceu com o grupo até o fim. No final de 1989, o Danny Funderburk deixou o grupo também para carreira solo, sendo substituído por Kurt Young, ex-tenor do quarteto Priority.

### Década de 1990: auge da carreira e fim
Kurt Young pouco permaneceu com o grupo, não gravando um único álbum. Sua saída foi marcada por uma performance "desastrosa" na cerimônia de premiação do GMA Dove Awards de 1990, sendo despedido poucas semanas depois. George Younce contratou o então namorado de sua filha, Ernie Haase, para substitui-lo. A formação com Ernie Haase e Mark Trammell gravou com o grupo o álbum Climbing Higher and Higher, em 1990, quando Mark deixou o grupo para formar, juntamente com Gerald Wolfe, o trio Greater Vision. Mark foi substituído por Scott Fowler, também baixista e guitarrista.
A formação com Ernie Haase e Scott Fowler durou de 1991 até o fim do grupo, em 1999, sendo uma das mais aclamadas da história do grupo. Receberam, entre outros prêmios, 5 indicações ao Grammy Award, na categoria "Melhor Álbum Southern Gospel", porém não vencendo nenhum. Em 1991, Bill Gaither deu início a uma série de concertos intitulada Homecoming Series, reunindo grandes nomes da música gospel norte-americana, como Gaither Vocal Band, The Blackwood Brothers, The Goodmans, entre muitos outros, nos quais o Cathedral Quartet foi presença constante, aumentando ainda mais a sua popularidade nos últimos anos de sua carreira. Em 1995, foi gravado um concerto intitulado Reunion, com a presença da maioria dos ex-membros do Cathedral Quartet, comemorando os 30 anos de carreira do grupo,
Em 1999, o grupo anunciou sua retirada devido à saúde frágil dos membros sênior, Glen Payne e George Younce. Em 18 de maio de 1999, o Cathedral Quartet gravou seu último vídeo, intitulado A Farewell Celebration (Uma Celebração de Despedida), com participação de grandes artistas, como The Oak Ridge Boys, The Statler Brothers, Guy Penrod, Bill Gaither e Sandi Patty, iniciando uma turnê que se estenderia até o fim do ano. No entanto, Glen Payne foi diagnosticado com câncer no fígado em setembro, vindo a falecer menos de dois meses depois, em 15 de outubro. O Cathedral Quartet encerrou a turnê com Roger Bennett fazendo as vezes de 2º tenor do grupo.

## Legado
O Cathedral Quartet deixou um legado enorme na música southern gospel, levado adiante por seus ex-membros. Bill Gaither disse certa vez, em um concerto da série Homecoming, que seria preciso um concerto inteiro somente para ouvir grupos de ex-membros do Cathedral Quartet. Ao deixar o grupo em 1983, Kirk Talley formou o Talley Trio (posteriormente The Talleys) com com seu irmão e sua cunhada, e em 1999, juntamente com Ivan Parker (ex-lead do Gold City), e Anthony Burger (então pianista do Gaither Vocal Band) formou um trio chamado simplesmente The Trio, que permaneceu até 2006, ano em que Anthony Burger faleceu. Hoje Kirk segue carreira solo.
Danny Funderburk, por sua vez, formou o Perfect Heart em 1990, saindo em 1994. Após algumas aparições em outros quartetos, Danny fundou o Mercy's Way em 2000, sendo o último grupo vocal do qual participou, seguindo carreira solo desde 2006. Também em 1990, o pianista e vocalista Gerald Wolfe, em parceria com o também ex-Cathedral Mark Trammell e o tenor Chris Allman, formou o trio Greater Vision, que acabou por se tornar um dos favoritos do público norte-americano. Wolfe continua com o grupo até hoje, porém Trammell deixou o grupo em 1993, passando pelo Gold City entre 1993 e 2002, antes de formar o Mark Trammell Trio, que em 2010 tornou-se Mark Trammell Quartet com a adição do baixo Pat Barker.
Com a morte de Glen Payne e o fim do grupo, os membros remanescentes tomaram direções diferentes. O barítono Scott Fowler e o pianista Roger Bennett formaram o Legacy Five, que permanece até hoje, sendo outro favorito de público. Scott Fowler assumiu a posição de 2º tenor, enquanto Roger encarregou-se do piano, cantando em algumas canções até a sua morte em 2007, devido a complicações derivadas de leucemia, doença contra a qual lutava desde 1995. Já George Younce e Ernie Haase formaram o Old Friends Quartet em juntamente com o lendário Jake Hess (ex-Statesmen Quartet, Imperials) o contrabaixista e barítono Wes Pritchard e o pianista Garry Jones. O grupo durou pouco tempo, devido à frágil saúde dos membros mais velhos, George e Jake, e encerrou suas atividades em 2003. Haase, entretanto, formou um novo grupo juntamente com Jones, chamado Signature Sound Quartet, hoje Ernie Haase & Signature Sound. George Younce faleceu em 2005 devido a problemas renais e cardíacos.
Além de Glen, George e Roger, já faleceram os ex-membros: Bobby Clark (2014), Danny Koker (2008) George Amon Webster (2013) e Steve Lee(2017).

## Homenagens e tributos
Desde meados da década de 80, e com mais intensidade nos final dos anos 90, já haviam sido lançados inúmeros álbuns comemorativos e compilações celebrando o legado do Cathedral Quartet, e continuaram sendo lançados mais álbuns comemorativos depois do fim do grupo. Entretanto, em 2012, Ernie Haase lançou por sua gravadora (StowTown Records) o álbum Moody Radio Presents The Cathedral Quartet Live In Chicago, um álbum gravado ao vivo em março de 1996, na Moody Memorial Church, em Chicago, estado de Illinois, e que tinha ficado perdido desde então.
Outros grupos gravaram discos celebrando o legado do Cathedral Quartet anteriormente, como:
- Melody Masters Quartet (álbum A Tribute To The Cathedral Quartet, ano 2000)
- Legacy Five (álbuns Songs We Used To Sing de 2000, e Give The World a Smile de 2010)
- Ernie Haase & Signature Sound (álbuns A Tribute To The Cathedral Quartet de 2010 e George Younce With Ernie Haase & Signature Sound de 2011),

Entretanto, em 2013 foi lançado aquele que talvez seja o tributo mais significativo ao Cathedral Quartet até hoje. O álbum Family Reunion reuniu os 4 grupos de maior expressão formados por ex-membros do Cathedrals: Ernie Haase & Signature Sound, Greater Vision, Legacy Five, Mark Trammell Quartet, e o solista Danny Funderburk.
Além disso, o Cathedral Quartet foi elevado ao Hall da Fama da Gospel Music Association em 1999, assim como George Younce, também em 1999 e Glen Payne em 1995.

## Integrantes e formações
- Ver o artigo principal: Formações de The Cathedral Quartet.

## Discografia
- Ver o artigo principal: Discografia do The Cathedral Quartet.

## Prêmios e honrarias

### Singing News Fan Award
O Singing News Fan Award é um prêmio concedido pela Singing News Magazine, revista especializada do gênero, aos artistas escolhidos pelo público. O prêmio é concedido desde 1970, e desde 1981 o Cathedral Quartet já recebeu 21 prêmios coletivos, e seus integrantes receberam 53 prêmios individuais em suas passagens pelo grupo, distribuídos em diversas categorias:

#### Prêmios coletivos
Grupo Favorito
- 8 vezes (1982, 1983, 1984, 1986, 1987, 1994, 1995 e 1996)

Quarteto Masculino Tradicional Favorito
- 3 vezes (1997, 1998 e 1999)

Álbum do Ano (4 vezes)
- I've Just Started Living (1990)
- High And Lifted Up (1995)
- Reunion (1996)
- Faithful (1999)

Canção do Ano (2 vezes)
- Step Into The Water (1983)
- Jesus Has Risen (1995)

Vídeo Favorito (3 vezes)
- Cathedrals In Concert (1986)
- Reunion (1995)
- A Farewell Celebration (2000)

NOTA: Os anos indicados referem-se ao ano em que o prêmio foi concedido, e não ao ano de lançamento do álbum ou canção.

#### Prêmios individuais
Cantor Favorito (2 vezes)
- George Younce (1999 e 2000)

1º Tenor Favorito (11 vezes)
- Kirk Talley (1983 e 1984)
- Danny Funderburk (1985, 1986 e 1987)
- Ernie Haase (1994, 1995, 1996, 1997, 1998 e 1999)

2º Tenor Favorito (9 vezes)
- Glen Payne (1984, 1986, 1987, 1994, 1995, 1996, 1997, 1998 e 1999)

Barítono Favorito (9 vezes)
- Glen Payne (1982)
- Mark Trammell (1983 e 1988)
- Scott Fowler (1994, 1995, 1996, 1997, 1998 e 1999)

Baixo Favorito (14 vezes)
- George Younce (1981, 1983, 1984, 1986, 1987, 1988, 1992, 1993, 1994, 1995, 1996, 1997, 1998 e 1999)

Músico Favorito (4 vezes)
- Roger Bennett (1994, 1995, 1996 e 1997)

Pianista Favorito (2 vezes)
- Roger Bennett (1998 e 1999)

Artista Revelação Individual (1 vez)
- Ernie Haase (1991)

Artista Jovem Favorito (3 vezes)
- Gerald Wolfe (1988)
- Scott Fowler (1994 e 1995)

NOTA: Esta seção menciona os prêmios individuais recebidos por membros do Cathedral Quartet durante sua passagem pelo grupo. Muitos deles possuem outros prêmios por sua carreira solo ou com outros grupos.